# 波托奇謝
48°44′28″N 25°35′7″E / 48.74111°N 25.58528°E
波托奇謝（烏克蘭語：Поточище），是烏克蘭的村落，位於該國西部伊萬諾-弗蘭科夫斯克州，由科洛梅亚区負責管轄，始建於1580年，面積32.8平方公里，2001年人口1,512，人口密度每平方公里46.2人。